# Дейковец
Дейковец (на македонска литературна норма: Дејковец; на албански: Dikaveci) е село в община Зелениково на Северна Македония.

## География
Селото е разположено в областта Торбешия в северното подножие на планината Голешница.

## История
В XIX век Дейковец е село в Скопска каза на Османската империя. Според статистиката на Васил Кънчов („Македония. Етнография и статистика“) от 1900 г. Дейковецъ (Диковецъ) е населявано от 185 жители арнаути мохамедани.
След Междусъюзническата война в 1913 година селото попада в Сърбия.
На етническата си карта от 1927 година Леонард Шулце Йена показва Дейкавец (Dejkavec) като албанско село.
Според преброяването от 2002 година селото има 84 жители албанци.